# Agrotis brachystria
Agrotis brachystria är en fjärilsart som beskrevs av George Francis Hampson 1903. Agrotis brachystria ingår i släktet Agrotis och familjen nattflyn. Inga underarter finns listade i Catalogue of Life.

## Bildgalleri

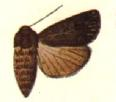